# Especiales de comedia en español en el 2023
Esta es una cronología que documenta los especiales de comedia publicados en español por cómicos de todo el mundo en el año 2023. Se pondrá fecha, nombre, título del especial y plataforma.

## Enero
- 15 de enero: La balada del migrante de Nanutria en YouTube.[1]

## Febrero
- 19 de febrero: Yunez Chaib en directo de Yunez Chaib en YouTube.[2]
- 20 de febrero: En la casa hay de Gabo Ruiz en YouTube.[3]
- 27 de febrero: La hora de Pablo Ibarburu en YouTube.[4]

## Marzo
- 10 de marzo: Básico de Luis Chataing en YouTube.[5]
- 15 de marzo: Odiaría ser como tú de Adri Romeo en YouTube.[6]
- 28 de marzo: Todo está bien de Rolando Díaz en YouTube.[7]
- 29 de marzo: Garabato Controlado de Juan Barraza en Youtube.[8]

## Julio
- 5 de julio: Qué buena cuchara de Raúl Cabrera en YouTube.[9]
- 9 de julio: Shots de Manuel Ángel Redondo en YouTube.[10]
- 15 de julio: Rebelde comodino de Carlos Ballarta en YouTube.[11]

## Agosto
- 13 de agosto: Pequeñas cosas fundamentales de Pablo Molinari en YouTube.[12]

## Septiembre
- 10 de septiembre: Literal de Javier Ibarreche en Youtube. [13]
- 22 de septiembre: Sueños y pesadillas de Led Varela en YouTube.[14]

## Octubre
- 22 de octubre: Macadamia de Nacho Redondo en YouTube.[15]
- 26 de octubre: xd de Arnau Soler en YouTube.[16]

## Noviembre
- 17 de noviembre: Último show de Kike García en Filmin.[17]

## Diciembre
- 11 de diciembre: Lo necesario de Poly Diaz en YouTube.[18]
- 11 de diciembre: Sin robar a nadie de José Rafael Guzmán en Youtube.[19]
- 14 de diciembre: Solito de Angelo Colina en Youtube.[20]
- 15 de diciembre: Carmen Lynch, ¡en español! De Carmen Lynch en Filmin.[17]
- 25 de dicieembre: Franco Escamilla, El verdadero privilegio.[21]